# 雷音寺 (饒平県)
雷音寺（らいおんじ、簡体字中国語: 雷音寺）は、中国広東省の潮州市饒平県黄岡鎮にある県級文化遺産。1988年10月に登録された。明代の古建築に分類される。